# Salmo ohridanus
 Salmo ohridanus  ist eine Fischart aus der Familie der Lachsfische (Salmonidae), die endemisch im Ohridsee an der albanisch-nordmazedonischen Grenze vorkommt. Die Art wird intensiv befischt und auch in Aquakultur gezogen, wobei sie seit etwa 50 Jahren auch mit der Ohridforelle (Salmo letnica) hybridisiert wird.

## Merkmale
Salmo ohridanus erreicht eine Länge von bis zu 35 Zentimetern. Der Körper ist gelblich-silbrig ohne Zeichnung oder mit wenigen hellrosafarbenen X-förmigen Flecken. Das Seitenlinienorgan verläuft durch 100 bis 114 Schuppen, zwischen ihm und der Afterflosse liegen 11 oder 12 Schuppen. Am Pflugscharbein sitzen die Zähne bis an den hinteren Rand. Die Kiemenreuse hat 18 bis 22 Dornen.

## Lebensweise
Die Art besiedelt den See bis zu 20 Metern Tiefe. Im Winter halten sie sich in flachem Wasser in Ufernähe auf. Die Tiere bilden größere Gruppen. Laich wird von Dezember bis Februar in Ufernähe abgegeben.

## Bedrohung
Salmo ohridanus wird in der Roten Liste der gefährdeten Arten als gefährdet (Vulnerable) geführt, als Hauptbedrohung gilt die künstliche Hybridisierung mit Salmo letnica. Der Status gefährdet (vulnerable) findet sich auch in der Roten Liste der europäischen Süßwasserfische von 2011. In einer Arbeit von 2010 zur Fischfauna des Ohridsees wird sie sogar als stark gefährdet (endangered) gelistet.

## Phylogenie, Taxonomie, Systematik
Die Art wurde von Franz Steindachner in seinem Werk Über einige neue und seltene Fischarten aus der ichtyologischen Sammlung des k.k. naturhistorischen Hofmuseum als Salmo ohridanus erstbeschrieben. Steindachner vergleicht sie mit der Adria-Forelle Salmo obtusirostris, von der sie sich durch die Zähne, den schmaleren Oberkiefer, die größeren Schuppen den schlankeren Schwanzstiel und kleinere Abweichungen in der Form der Rücken- und Afterflosse und in der Körperzeichnung unterscheide. Er erwähnt auch den lokalen Trivialnamen „Belvica“.
Der russische Zoologe Lew Semjonowitsch Berg stellte die Art 1910 in eine von ihm neu aufgestellte Gattung Salmothymus. Die Zugehörigkeit zu Salmo oder Salmothymus war danach lange Zeit umstritten. Slave Hadžišče stellte die Art 1961 in die Gattung Acantholingua mit Salmothymus als Untergattung. Basierend auf morphologischen Untersuchungen bestätigten einige Autoren eine nahe Verwandtschaft zur Adria-Forelle, während andere auf zahlreiche abweichende Merkmale verwiesen und diese bestritten. Einige sahen aufgrund ähnlicher Merkmale eine mögliche Beziehung zum ostasiatischen Lenok (Brachymystax lenok).
Eine 2002 publizierte Studie lieferte dann weitere Indizien für eine nahe Verwandtschaft beider Salmo-Arten, die in späteren Studien untermauert werden konnte. Demnach bildet diese Klade einen Abzweig basal zum Artenkomplex der Forelle Salmo trutta im weiteren Sinne, der sich vor etwa vier Millionen Jahren vom gemeinsamen Artengrundstock abgespalten hätte (verträglich mit dem hohen geologischen Alter des Ohridssees). Damit ist auch die Stellung innerhalb der Gattung Salmo abgesichert.
Die zweite endemische Art des Sees, die Ohridforelle (Salmo letnica), sei hingegen weitaus jünger und gehöre in den Salmo trutta-Artenkomplex. Nach einer Folgeuntersuchung 2014 ist Salmo obtusirostris näher mit dem Salmo trutta-Artenkomplex verwandt, so dass Salmo ohridanus, als Reliktart, die alleinige Schwesterart dieser Klade bilden würde.